# WISE 0855–0714
WISE 0855–0714 (désignation complète : WISE J085510.83–071442.5) est une sous-naine brune située à 7,2 al dans la constellation de l'Hydre. En avril 2014, c'est la naine brune la plus froide connue (225 à 260 K en surface).

## Caractéristiques
WISE 0855–0714 est située dans la constellation de l'Hydre. Elle possède le troisième plus grand mouvement propre et la quatrième plus grande parallaxe de tout objet stellaire connu en avril 2014. Elle est distante de 7,5 al, ce qui en fait le quatrième objet stellaire le plus proche connu à cette date, après le système triple d'Alpha Centauri, l'étoile de Barnard et le système binaire Luhman 16, et juste avant Wolf 359.
WISE 0855–0714 est une naine brune, d'une masse comprise entre 3 et 10 masses joviennes. Sa température de surface est estimée entre 225 et 260 K (−48 à −13 °C), la naine brune la plus froide connue lors de sa découverte.

## Observation
WISE 0855–0714 est détectée en mars 2013 et des observations additionnelles sont alors entreprises par le télescope spatial Spitzer et l'observatoire Gemini. Sa découverte est annoncée en avril 2014 par Kevin Luhman sur la base de données du Wide-field Infrared Survey Explorer (WISE).